# Udo Lattek
Udo Lattek (ur. 16 stycznia 1935 we wsi Boże, wówczas Bosemb, zm. 31 stycznia 2015 w Kolonii) – niemiecki piłkarz i trener. Obok Ottmara Hitzfelda najbardziej utytułowany trener w Niemczech.

## Kariera piłkarska
Był pomocnikiem. Rozpoczynał karierę w SSV Marienheide, by następnie grać w Bayerze 04 Leverkusen oraz VfR Wipperfürth. Kończył karierę piłkarską w VfL Osnabrück, gdzie w 70 meczach strzelił 34 bramki. W tym samym czasie kończył studia pedagogiczne w Münster. Od 1958 do 1959 uczył w renomowanym gimnazjum w Wipperfürth.

## Kariera trenerska
Wiosną 1965 roku dostał propozycję z niemieckiego związku piłki nożnej. Miał trenować młodzieżowe drużyny Niemiec i być asystentem Helmuta Schöna w pierwszej kadrze. Pracował tam przez 5 lat, by przenieść się 14 marca 1970 roku do Bayernu Monachium. W klubie z Bawarii spędził kolejne 5 lat, w czasie których zespół Bayernu stał się najsilniejszym klubem w Europie. Począwszy od 1970 roku Bayern z Udo Lattkiem jako trenerem zdobył 3 tytuły mistrza Niemiec (1972, 1973, 1974), Puchar Niemiec (1971 oraz wygrał Puchar Europejskich Mistrzów Krajowych, czyli poprzednik Ligi Mistrzów). W sezonie 1974/75 Bayern zajmował dopiero 14 pozycję w tabeli i uwielbianego przez kibiców Udo Lattka zastąpił Dettmar Cramer. Po półrocznej przerwie Udo przeszedł do zespołu, który wydarł Bayernowi prymat mistrza kraju – Borussii Mönchengladbach. Zastąpił w tym klubie innego wielkiego trenera, jedynego który w okresie 1972–1977 zdołał mu odebrać tytuł mistrza Niemiec, czyli Hennesa Weisweilera. Z Borussią zdobył kolejne 2 tytuły mistrzowskie (1976, 1977), dotarł do finału Pucharu Europejskich Mistrzów Krajowych i zdobył Puchar UEFA. Po tym paśmie sukcesów odszedł w 1979 roku do innego klubu z Westfalii – Borussii Dortmund. Mając pod wodzą takich piłkarzy jak Manfred Burgsmüller czy Eike Immel zajął z BVB najpierw 6 a później 7. miejsce w lidze i odszedł do katalońskiego giganta FC Barcelony. W lidze hiszpańskiej Lattkowi nie powiodło się, jednakże i tak zdołał wygrać z Barceloną Puchar Zdobywców Pucharów w 1982. Tym samym jako jedyny trener obok Giovanniego Trapattoniego zdobył wszystkie trzy najważniejsze europejskie trofea. Po hiszpańskiej przygodzie powrócił do Bayernu, gdzie pracował przez kolejne 4 sezony. Znów powtórzył sukcesy – 2 puchary Niemiec, finał Pucharu Europejskich Mistrzów Krajowych, 3 tytuły mistrza Niemiec. Później był dyrektorem sportowym 1. FC Köln, lecz 3 września 1991 zrezygnował z tej funkcji. Powrócił na krótko na posadę trenera Schalke Gelsenkirchen, jednak po półrocznej pracy wycofał się z pracy trenerskiej. Ostatni raz zasiadał na ławce trenerskiej w kwietniu i maju 2000 roku, gdy uratował Borussię Dortmund przed spadkiem przejmując ją na 4 kolejki przed końcem sezonu.
Po zakończeniu kariery trenerskiej został ekspertem w telewizji DSF.

## Sukcesy
Liga Mistrzów:
- Zwycięzca: z Bayernem Monachium (1974)
- Finalista: z Borussią Mönchengladbach (1977) oraz z Bayernem Monachium (1987)

Puchar UEFA:
- Zwycięzca: z Borussią Mönchengladbach (1979)

Puchar Zdobywców Pucharów:
- Zwycięzca: z FC Barceloną (1982)

Puchar Niemiec:
- Zwycięzca: z Bayernem Monachium (1971, 1984, 1986)
- Finalista: z Bayernem Monachium(1985)

Bundesliga:
- Mistrzostwo: z Bayernem Monachium(1972, 1973, 1974, 1985, 1986, 1987), z Borussią Mönchengladbach (1976, 1977)
- Wicemistrzostwo: z Bayernem Monachium (1970, 1971) oraz z Borussią Mönchengladbach (1978)